# Howe (Indiana)
Howe es un lugar designado por el censo ubicado en el condado de LaGrange en el estado estadounidense de Indiana. En el Censo de 2010 tenía una población de 807 habitantes y una densidad poblacional de 174,26 personas por km².

## Geografía
Howe se encuentra ubicado en las coordenadas 41°43′22″N 85°25′32″O / 41.72278, -85.42556. Según la Oficina del Censo de los Estados Unidos, Howe tiene una superficie total de 4.63 km², de la cual 4.63 km² corresponden a tierra firme y (0%) 0 km² es agua.

## Demografía
Según el censo de 2010, había 807 personas residiendo en Howe. La densidad de población era de 174,26 hab./km². De los 807 habitantes, Howe estaba compuesto por el 82.9% blancos, el 2.73% eran afroamericanos, el 0.62% eran amerindios, el 2.97% eran asiáticos, el 0% eran isleños del Pacífico, el 8.55% eran de otras razas y el 2.23% pertenecían a dos o más razas. Del total de la población el 14.62% eran hispanos o latinos de cualquier raza.